# 香港萬怡酒店
香港萬怡酒店（英語：Courtyard by Marriott Hong Kong）為香港的一間四星級酒店，位於香港島西營盤，干諾道西和水街交界。香港萬怡酒店前身是名為天津大廈的工廠大廈。現在建築物是改裝而成，在2008年4月1日啟業。
香港萬怡酒店由萬豪國際酒店集團管理。萬怡酒店是該公司集團名下的同系酒店商標。按其宣傳單張介紹，共有240間客房，5間套房，酒店房間標準設施是雲石浴室、熱帶雨林式淋浴系統、玻璃面寫字枱、兩線電話、高速寬頻、LCD電視、獨立空調，有夾萬。
香港萬怡酒店的外牆有不規則的白色燈光裝飾。雖為數不多，但在黑夜中顯得格外突出。
萬怡酒店在香港有兩間，一間在西環，另一間香港沙田萬怡酒店在沙田安平街1號。

## 鄰近
- 香港萬怡酒店附近還有比它開業早三年的香港華美達酒店。
- 港島太平洋酒店

## 註腳
1. ↑  . Flickr - Photo Sharing. 7月11日.

## 站外鏈結
- 香港万怡酒店[永久]
- 沙田香港萬怡酒店 Courtyard by Marriott Hong Kong Sha Tin （页面存档备份，存于）
- 香港萬怡酒店 （页面存档备份，存于）